# Ноймаркт-ан-дер-Ибс
Ноймаркт-ан-дер-Ибс (нем. Neumarkt an der Ybbs) — ярмарочная коммуна (нем. Marktgemeinde) в Австрии, в федеральной земле Нижняя Австрия.
Входит в состав округа Мельк. Население составляет 1788 человек (на 31 декабря 2005 года). Занимает площадь 9,33 км². Официальный код — 31527.